# Christoph Heinrich von Galen zu Assen
Christoph Heinrich von Galen zu Assen (Taufname: Christoph Heinrich Bernhard) (* 30. Juli 1662 in Haus Assen; † 28. April 1731 in Baumgarten bei Wien) war kaiserlicher Reichshofrat und Kämmerer.

## Leben

### Herkunft und Familie
Christoph Heinrich von Galen zu Assen wuchs mit seinen Geschwistern in der uralten westfälischen Adelsfamilie von Galen auf, die ursprünglich protestantisch war und später katholisch wurde. Sein Vater Johann Heinrich von Galen (1609–1694) war Erbkämmerer, Amtsdroste in Vechta und ein Bruder des Fürstbischofs Christoph Bernhard. Christophs Mutter war Anna Elisabeth von der Recke zu Steinfurt. Er hatte acht Geschwister, vier Mädchen und die Brüder Wilhelm Goswin Anton (1678–1710, Domherr in Münster), Heinrich Ludwig, Ferdinand Benedikt und Karl Anton.
Franz Wilhelm war sein Halbbruder. Christoph Heinrich heiratete 1697 Johanna Elisabeth von Inn- und Knyphausen und nach deren Tod die Reichsgräfin Maria Susanne Eleonore von Saurau. Da diese Ehe ohne männliche Nachkommen blieb, starb dieser Zweig der Galenschen Familie aus.

### Werdegang und Wirken
1676 erhielt Christoph Heinrich eine Domnpräbende am Dom zu Münster, die er am 13. Dezember 1697 nach seinem Verzicht auf seinen Bruder Karl Anton übertrug. Er war ebenso im Besitz der Präbende in Osnabrück. 1680 schrieb er sich zunächst als Student an der Universität Löwen ein und setzte 1682 sein Studium in Paris fort. Er trat in kaiserliche Dienste ein und wurde am 27. Juni 1688 kaiserlicher Reichshofrat und Kämmerer. In dieser Funktion blieb er bis zum Jahre 1727. Ab Dezember 1697 hatte er einen Sitz im Reichshofratskollegium, dessen Vorsitzender er zeitweise war. Von 1692 bis 1696 war er Abgesandter des Fürstbischofs Friedrich Christian am kaiserlichen Hof. Dieser war ein Schwager seines Halbbruders Franz Wilhelm.

## Ehrung
Christoph Heinrich wurde im Jahr 1702 durch den Kaiser Leopold I. in den Reichsgrafenstand erhoben.